# Daibutsu-den
El Daibutsu-den (大仏殿?) es el pabellón principal del templo budista de Tōdai-ji (東大寺?), ubicado en la ciudad de Nara, Japón. 
Con 57 metros de largo y 50 metros de ancho, es la estructura de madera más grande del mundo y alberga en su interior una estatua de 15 metros del Buda Vairochana, siendo la más grande del mundo. Esta estructura es considerada como Patrimonio de la Humanidad por la Unesco, como uno de los Monumentos históricos de la antigua Nara.
El edificio ha sido reconstruido dos veces después de sendos incendios. La actual construcción se finalizó en 1709, y aunque inmenso, 57 por 50 metros, es realmente un 30 % más pequeño que su predecesor.
- Datos: Q3012032
- Multimedia: Golden Hall, Todaiji / Q3012032